# Castello di Statto
Das Castello di Statto ist eine mittelalterliche Festung in Statto, einem Ortsteil der Gemeinde Travo in der italienischen Emilia-Romagna.
Die Burg liegt auf dem orografisch linken Ufer der Trebbia, etwas erhöht gegenüber dem Flussufer. Zusammen mit dem nahegelegenen Castello di Rivalta und den Burgen von Montechiaro und Rivergaro auf der gegenüberliegenden Flussseite kontrollierte das Castello di Statto den Zugang zum Val Trebbia von der Poebene aus.

## Geschichte
Statto verdankt seinen Namen einer altrömischen Poststation an der „Strata“ (dt.: Straße), die vom Castrum in Piacenza ins Val Trebbia führte und so die Verbindung mit Genua und somit mit dem Meer sicherte.
Die erste urkundliche Erwähnung einer Burg an dieser Stelle stammt von 1296, dem Jahr, in dem Casellasco dei Casellaschi sie an Ottone Codognelli abgab. 1323 verkauften Giannino und Tommaso Codognelli, die Söhne von Ottone, sie ihrerseits an die Familie Anguissola. In dieser Zeit spielte die Burg eine aktive Rolle im Kampf der Guelfen und Ghibellinen um die Kontrolle des Gebietes von Piacenza; sie wurde 1373 von einigen papsttreuen Milizen im Rahmen des Krieges von Galeazzo II. Visconti gegen Amadeus VI. von Savoyen, letzterer verbündet mit dem Papst.
1438 wurde Statto vom Herzog von Mailand, Filippo Maria Visconti, an Bartolomeo Anguissola verlehnt. Die Familie behielt die Kontrolle über die Burg bis 1452, als Francesco I. Sforza sie nach der Unterstützung einer Revolte gegen seine Person durch Onofrio Anguissola requirierte. Onofrio Anguissola wurde gefangen genommen und eingesperrt; 1464 wurde er im Castello di Binasco zum Tode durch Enthauptung verurteilt. Das Castello di Statto fiel zusammen mit weiteren Lehen, die vorher den Anguissolas gehörten, an Giovanni Francesco Attendolo, der die Position eines Beraters des Herzogs innehatte. Nach seinem Tod fiel das Lehen an die Anguissolas in Person des Antonio Anguissola zurück, aber wenig später verlehnte der neue Herzog von Mailand, Galeazzo Maria Sforza, Statto an den Adligen Antonio Caracciolo aus Neapel, der Bartolomea Anguissola, die Tochter von Onofrio, geheiratet hatte.
1516 gelang es dem Grafen Pier Bernardino Anguissola gleichzeitig mit verschiedenen Angriffen der Ghibellinen auf Burgen ihrer Gegner, die Burg in Besitz zu nehmen. Der Familie Caracciolo gelang aber die schnelle Rückeroberung des Anwesens, sodass, als 1521 die Burg von Graf Pier Maria Scotti, der nach einem missglückten Eroberungsversuch von Piacenza aus der Stadt geflohen war, erobert wurde, dieser seinen Schwager und legitimen Besitzer der Burg, Gian Ludovico Caracciolo, aus dieser vertrieb. Nach dieser Episode wurde die Burg von Gerolamo Trivulzio, dem Vizegouverneur von Piacenza, belagert, aber Scotti gelang es, der Gefangennahme zu entkommen, indem er in das Nuretal floh.
Nachdem nur das Anwesen stabil in Händen der Caracciolos war, wurde es 1523 zwischen den beiden Söhnen von Gian Ludovico aufgeteilt. 1557 hinterließ Antonio Caracciolo aus Mezzano seinen Teil des Anwesens seinem Bruder Gian Francesco aus Macerato, wogegen Roberto aus Spettine, der letzte Nachfahre dieses Familienzweiges, 1626 seinen Anteil an Ludovico aus Pradovera abgab, der 1656 ohne Nachkommen verstarb. Die Hälfte der Burg und des Lehens wurden daher von herzoglichen Liegenschaftsverwaltung eingezogen, aber diese Vorgehensweise provozierte eine Reihe von Streitigkeiten, die erst 1682 mit der Rückgabe dieses Teils der Burg an die Zweige von Mercerato und Mezzano der Familie Caracciolo beigelegt wurden. 1702 wurde das Anwesen unter dem Grafen Ottaviano Caracciolo aus Macerato wiedervereinigt, der von der Aufgabe der Burg durch den Grafen Pietro Caracciolo aus Mezzano profitierte, der im Tausch dafür das Lehen Pradovera erhielt. Der Macerato-Zweig der Familie starb aber 1782 aus und die Burg fiel an den Zweig aus Mezzano zurück.
1896 starb auch der Familienzweig aus Mezzano aus und die Burg wurde an den Pater Giovanni Manzi, den Vorgesetzten des Collegiums Alberoni, vererbt und fiel durch diesen an die Genossenschaft der Töchter der christlichen Liebe vom heiligen Vinzenz von Paul, die das Anwesen bis 1926 behielten. Dann kaufte der Graf Orazio Anguissola Scotti den Komplex, ließ Restaurierungsarbeiten durchführen und ihn in seine Sommerresidenz umbauen.

## Beschreibung
Die Ansicht der Burg zeigt den typischen Charakter der auf Geheiß der Familie Anguissola errichteten Festungen und ist größtenteils aus Felsblöcken und Flusskieseln aus dem Bett der Trebbia erbaut. Die Anlage mit rechteckigem Grundriss hat Gebäude auf jeder Seite des Innenhofes mit Ausnahme der südlichen, wo sich lediglich eine Kurtine befindet, auf der sich durch die Umbauarbeiten, die im 17. und Anfang des 18. Jahrhunderts durchgeführt wurden, eine Dekoration angebracht wurde, die ihr das Aussehen eines Palastes mit Zinnen verleiht.
An den Ecken sind vier Rundtürme angebracht, der an der Südwestecke ist mit gewölbten Öffnungen im Stil, der typisch für die Söller der Renaissance ist, ausgestattet, wogegen der im Nordwesten rutschenförmige Konsolen zeigt, eine eher seltene Form. Die Türme waren, wie die verbindenden Gebäudeseiten, ursprünglich mit typisch ghibellinischen Zinnen versehen, die später vermauert wurden.
Laut Professor Carlo Perogalli kann die Burg als „eine bedeutende Phase in der Entwicklung der Burgenarchitektur in der Poebene“ angesehen werden.
Im Inneren gibt es Säle mit Kassettendecken und Fresken, auf denen Landschaften abgebildet sind, einen steinernen, offenen Kamin mit dem Wappen der Caracciolos und eine Kapelle in einem der Türme.
Außerhalb der Mauern gab es ursprünglich ein Oratorium, das aber im Laufe des 20. Jahrhunderts eingestürzt ist und von dem man heute nur noch einige Reste sieht.